# Östersund

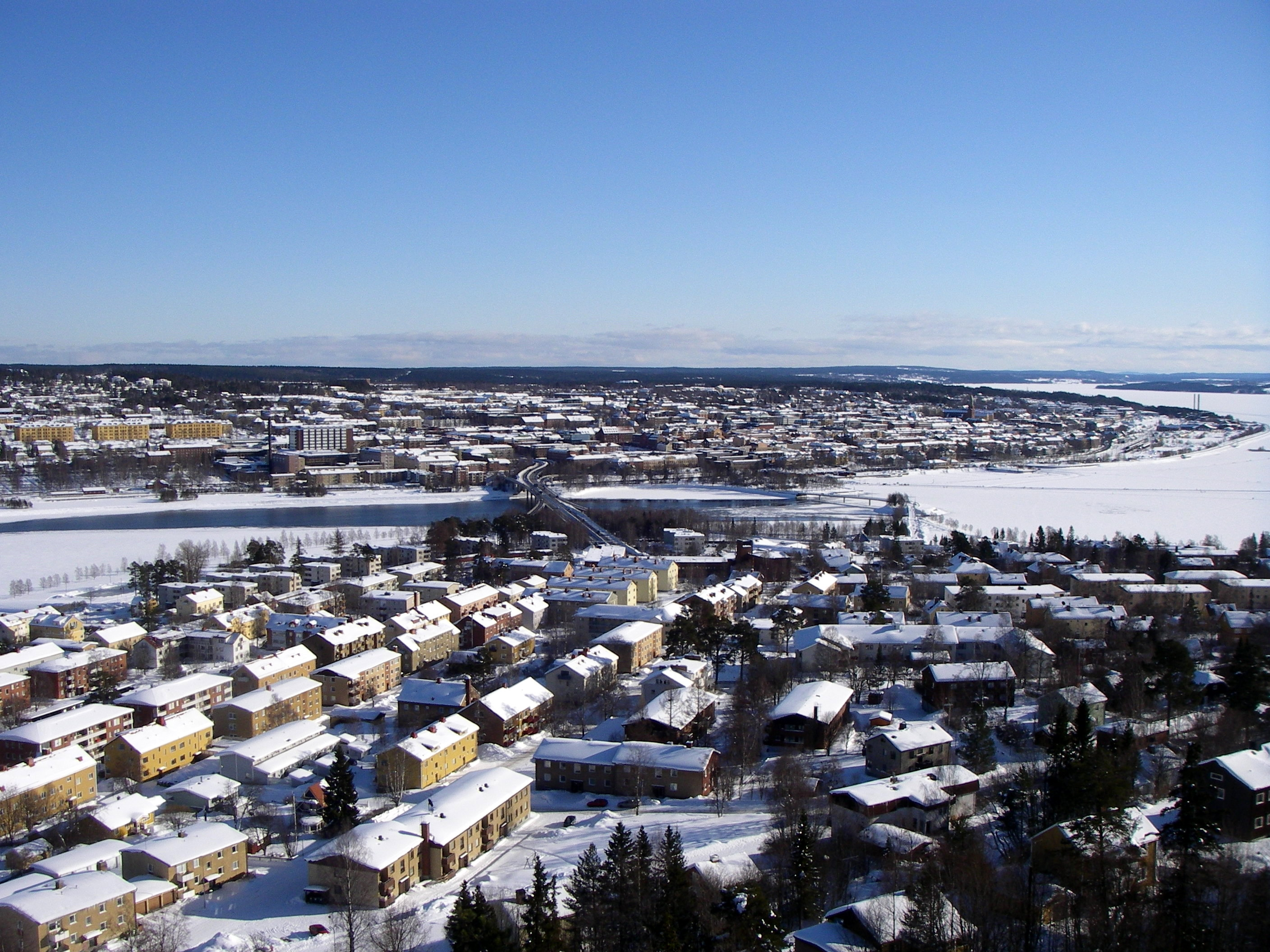
Östersund

Östersund este singurul mare oraș din provinciile reunite Jämtland/Härjedalen, Suedia. Östersund este centrul economic și cultural al celor două provincii. Are o populatie de 59.019 locuitori.  Orașul a fost fondat de regele Gustaf III în 1786. Din anul 1879, când a fost construită calea ferată, orașul a început să prospere. Este de asemenea un oraș garnizoană.

## Demografie
| \| Evoluția demografică a zonei urbane Östersund, 1970–2015 \| Evoluția demografică a zonei urbane Östersund, 1970–2015 \| Evoluția demografică a zonei urbane Östersund, 1970–2015 \| Evoluția demografică a zonei urbane Östersund, 1970–2015 \| Evoluția demografică a zonei urbane Östersund, 1970–2015 \| \| --------------------------------------------------------------------------------------- \| -------------------------------------------------------- \| -------------------------------------------------------- \| -------------------------------------------------------- \| -------------------------------------------------------- \| \| An \| \| \| Locuitori \| \| \| 1970 \| 1970 \| \| 27.320 \| 27.320 \| \| 1975 \| 1975 \| \| 40.056 \| 40.056 \| \| 1980 \| 1980 \| \| 40.324 \| 40.324 \| \| 1990 \| 1990 \| \| 42.855 \| 42.855 \| \| 1995 \| 1995 \| \| 44.390 \| 44.390 \| \| 2000 \| 2000 \| \| 43.536 \| 43.536 \| \| 2005 \| 2005 \| \| 43.796 \| 43.796 \| \| 2010 \| 2010 \| \| 44.327 \| 44.327 \| \| 2015 \| 2015 \| \| 49.806 \| 49.806 \| \| Sursa: SCB - Statistika Centralbyrån, Folkmängden per tätort. Vart femte år 1960 - 2016 \| \| \| \| \| |      |  |           |        |
| Evoluția demografică a zonei urbane Östersund, 1970–2015 |      |  |           |        |
| An |      |  | Locuitori |        |
| 1970 | 1970 |  | 27.320    | 27.320 |
| 1975 | 1975 |  | 40.056    | 40.056 |
| 1980 | 1980 |  | 40.324    | 40.324 |
| 1990 | 1990 |  | 42.855    | 42.855 |
| 1995 | 1995 |  | 44.390    | 44.390 |
| 2000 | 2000 |  | 43.536    | 43.536 |
| 2005 | 2005 |  | 43.796    | 43.796 |
| 2010 | 2010 |  | 44.327    | 44.327 |
| 2015 | 2015 |  | 49.806    | 49.806 |
| Sursa: SCB - Statistika Centralbyrån, Folkmängden per tätort. Vart femte år 1960 - 2016 |      |  |           |        |